# Edward Dawkins
Edward "Eddie" Dawkins, född den 11 juli 1989 i Invercargill, är en nyzeeländsk tävlingscyklist.
Han tog OS-silver i lagsprint i samband med de olympiska tävlingarna i cykelsport 2016 i Rio de Janeiro..